# Wydział Inżynierii Mechanicznej i Energetyki Politechniki Koszalińskiej
Wydział Inżynierii Mechanicznej i Energetyki Politechniki Koszalińskiej – jeden z sześciu wydziałów Politechniki Koszalińskiej.

## Kierunki kształcenia
Dostępne kierunki:
- Bioanalityka Chemiczna (studia I stopnia)
- Elektroenergetyka (studia II stopnia)
- Energetyka (studia I i II stopnia)
- Inżynieria biomedyczna (studia I stopnia)
- Jakość i bezpieczeństwo żywności (studia I stopnia)
- Mechanika i Budowa Maszyn (studia I i II stopnia)
- Mechatronika (studia I i II stopnia)
- Technologia Żywności i Żywienie Człowieka (studia I i II stopnia)
- Transport (studia I stopnia)
- Zarządzanie i Inżynieria Produkcji (studia I i II stopnia)

## Władze Wydziału
W kadencji 2020–2024:
| Stanowisko                 | Imię i nazwisko                               |
| -------------------------- | --------------------------------------------- |
| Dziekan                    | prof. dr hab. inż. Waldemar Kuczyński         |
| Prodziekan ds. kształcenia | dr hab. inż. Iwona Michalska-Pożoga, prof. PK |
| Prodziekan ds. studenckich | dr hab. inż. Piotr Piątkowski, prof. PK       |

## Struktura organizacyjna

### Katedry
| Katedra                                                    | Kierownik                                     |
| ---------------------------------------------------------- | --------------------------------------------- |
| Katedra Agrobiotechnologii                                 | dr hab. inż. Tomasz Piskier, prof. PK         |
| Katedra Energetyki                                         | prof. dr hab. inż. Tadeusz Bohdal             |
| Katedra Fizyki Technicznej i Nanotechnologii               | prof. dr hab. inż. Witold Gulbiński           |
| Katedra Inżynierii Biomedycznej                            | prof. dr hab. Jerzy Ratajski                  |
| Katedra Inżynierii Produkcji                               | prof. dr hab. inż. Krzysztof Nadolny          |
| Katedra Inżynierii Systemów Technicznych i Informatycznych | prof. dr hab. inż. Wojciech Kacalak           |
| Katedra Inżynierii Transportu                              | dr hab. inż. Piotr Piątkowski, prof. PK       |
| Katedra Mechaniki i Konstrukcji                            | prof. dr hab. inż. Leon Kukiełka              |
| Katedra Mechatroniki i Automatyki                          | dr hab. inż. Igor Maciejewski, prof. PK       |
| Katedra Procesów i Urządzeń Przemysłu Spożywczego          | dr hab. inż. Iwona Michalska-Pożoga, prof. PK |

### Pozostałe jednostki
- Centrum Badawczo-Wdrożeniowe
- Centrum Druku 3D
- Centrum Edukacji Technicznej Haas
- Centrum Komputerowe
- Centrum Szybkiego Prototypowania
- Zespół Laboratoriów Inżynierii Mechanicznej